# Лазарет (Сибињ)
Лазарет (рум. Lazaret) насеље је у Румунији у округу Сибињ у општини Боица. Oпштина се налази на надморској висини од 376 m.

## Становништво
Према подацима из 2002. године у насељу је живело 162 становника.

### Попис2002.
| Расподела становништва по националности 2002.‍ | Расподела становништва по националности 2002.‍ | Расподела становништва по националности 2002.‍ | Расподела становништва по националности 2002.‍ | Расподела становништва по националности 2002.‍ |
| --------------------------------------------- | --------------------------------------------- | --------------------------------------------- | --------------------------------------------- | --------------------------------------------- |
|                                               |                                               |                                               |                                               |                                               |
| Румуни                                        | Румуни                                        |                                               | 122                                           | 75,3%                                         |
| Мађари                                        | Мађари                                        |                                               | 5                                             | 3,1%                                          |
| Роми                                          | Роми                                          |                                               | 35                                            | 21,6%                                         |